# Sebastià Clara i Sardó
Sebastià Clara i Sardó (Sant Feliu de Guíxols, 1894 - Barcelona, 7 de maig de 1986)fou dirigent sindicalista. Residí a París on fou secretari d'una federació de grups anarquistes ibèrics. Dirigí "Solidaridad Obrera" (1930-1931) i fou un gran orador sindicalista.
Col·laborà amb ERC. Fou un dels signants del Manifest Trentista. Fou cap d'estadística del Departament de Treball de la Generalitat de Catalunya. Fou vicepresident de l'Associació de Funcionaris de la Generalitat de Catalunya (1934), durant la presidència de Jaume Miravitlles i Navarra.
El 1939 s'exilià a França i no tornà a Catalunya fins a l'any 1941.